# Povijesni arhiv Subotica
Povijesni arhiv Subotica (mađ. Történelmi Levéltár Szabadka, srp. Istorijski arhiv Subotica), kulturna je ustanova u Subotici koji se nalazi na adresi Trg Slobode 1/III. Bilježi, preuzima, čuva, štiti, obrađuje, sređuje, obrađuje, objavljuje te daje na korištenje arhivsku građu. Zemljopisno pokriva područje Grada Subotice, općina Bačke Topole i Malog Iđoša.
Ravnatelj ustanove je Stevan Mačković.

## Povijest
Kroz povijest zvao se do 1952. Gradska državna arhiva u Subotici (mađ. Szabadkai Városi Állami Levéltár ). Ta je godina osnivačka godina. Tad je rješenjem Izvršnog odbora Gradskog narodnog odbora Subotica br. 2173/1952, a na osnovi rješenja Ministarstva prosvjete NR Srbije br. 32355 osnovan ovaj arhiv kao ustanova. Od 1964. se godine na srpskom zvao Istorijski arhiv Subotica (mađ. Szabadkai Történelmi Levéltár), rješenjem Skupštine sreza Subotice br. 05-7101 od iste godine. 
Za Suboticu se pouzdano zna da čuvanje arhiva postoji barem od 1751. godine. Tad je izgrađena prva Gradska kuća. U njoj je bila jedna prostorija koja je bila arhiv, u kojoj su se čuvala dopisivanja gradske uprave. Tako su očuvani dokumenti gradske uprave još od 1743. godine, kad je Subotica postala municipalno samostalna i dobila civilnu građansku samoupravu. Iako su poslije u Subotici sagrađene još dvije Gradske kuće (1828. i 1910. godine), sjedište je Arhiva ostalo u staroj sve do danas.
Danas ova ustanova raspolaže s 484 fonda i zbirke. Dužina arhivske građe je 6547 metara. Danas ova ustanova ima veliku ulogu u restituciji oduzete i nacionalizirane imovine i obeštećenju vlasnika kojima je imovina bila oduzeta.

## Direktori kroz povijest
Prije nego što je Arhiv osnovan kao posebna ustanova, rukovoditelji su bili:
- Blaško Vojnić (rukovodilac Gradske biblioteke zadužen za organiziranje arhivske službe 1947.)
- Mihály Prokesch (1947.) (poznat po privatnoj umjetničkoj zbirci)[2]
- Ivan Rudić (1949. – 1951.)
- Emil Vojnović (1951. – 1973.)
- Andrija Horovic (1973. – 1974.)
- József Pálinkás (1974. – 1975.)
- Andrija Horovic (1976.)
- Smilja Prijić v.d. (1976. – 1977.)
- Milan Dubajić (1977. – 1993.)
- Zoran Veljanović (1994. – 2001.)
- Stevan Mačković (2001.- )

Poznati arhivisti bili su: Emil Vojnović, Gašpar Ulmer, János Dobos i László Magyar.